# Цона Продутива Суд (Милано)
Цона Продутива Суд је насеље у Италији у округу Милано, региону Ломбардија.
Према процени из 2011. у насељу је живело 33 становника. Насеље се налази на надморској висини од 148 м.